# 沙兰迪佐尔
沙兰迪佐尔（法語：Chalain-d'Uzore，法語發音：[ʃalɛ̃ dyzɔʁ]）是法国卢瓦尔省的一个市镇，属于蒙布里松区。

## 地理
沙兰迪佐尔（45°40'21"N, 4°4'14"E）面积8.03 平方千米，位于法国奥弗涅-罗讷-阿尔卑斯大区卢瓦尔省，该省份为法国中南部省份，北起顺时针与索恩-卢瓦尔省、罗讷省、伊泽尔省、阿尔代什省、上盧瓦爾省、多姆山省和阿列省接壤。
与沙兰迪佐尔接壤的市镇（或旧市镇、城区）包括：尚迪约、马西伊勒沙泰勒、蒙凡尔登、普拉隆、圣保罗迪佐尔。

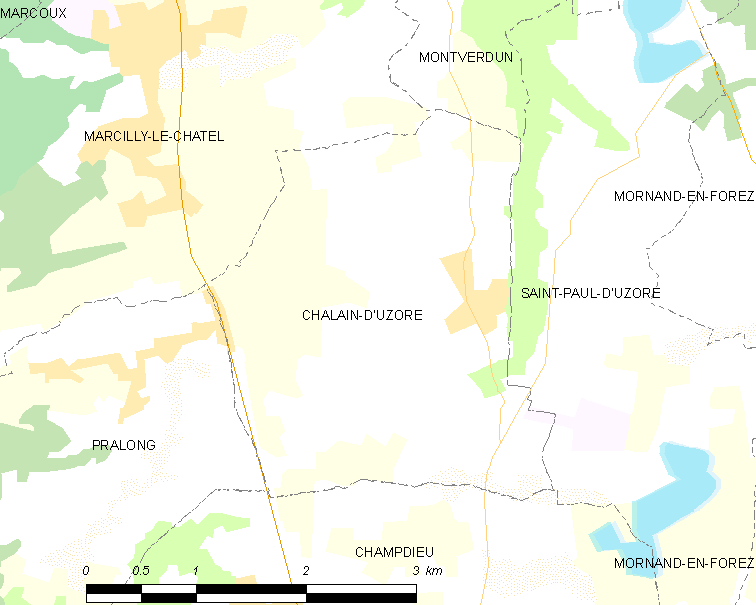
沙兰迪佐尔的OSM定位图

沙兰迪佐尔的时区为UTC+01:00、UTC+02:00（夏令时）。

## 行政
沙兰迪佐尔的邮政编码为42600，INSEE市镇编码为42037。

## 政治
沙兰迪佐尔所属的省级选区为蒙布里松县。

## 人口

1962-2008年间沙兰迪佐尔人口变化图示

沙兰迪佐尔于2022年1月1日时的人口数量为668人。